# Centre Fries

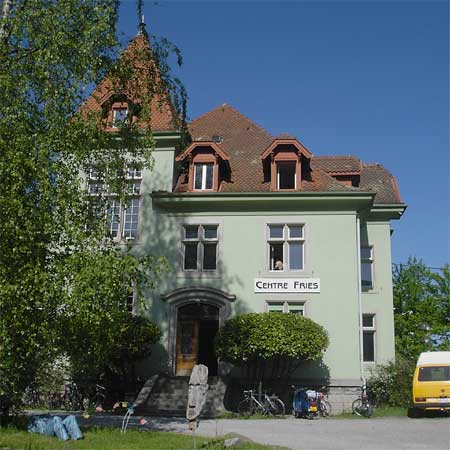
Centre Fries

Das Centre Fries ist das Studentenzentrum der Universität Freiburg (Schweiz). 

## Geschichte
Das Anwesen im Freiburger Quartier Pérolles, hoch über der Altstadt, erbaute 1909 ein Marquis de Maillardoz de Rue. Das Gebäude zeigt sich als Villa des Historismus mit Stilmerkmalen der Neorenaissance. Die Töchter des Erbauers vererbten die Villa Maillardoz einem kleinen katholischen Schwesterorden, der sie eine kurze Zeit bewohnte. Als der Orden in ein größeres, ebenfalls ererbtes Stadtpalais umziehen konnte, vermachte er die Villa dem Bischof. Dieser stellte die Villa der Seelsorge der Universität Freiburg zur Verfügung. 
Das Centre Fries wurde am 1. November 1969 gegründet, auf Initiative von Studenten und der katholischen Universitätsseelsorge. Seit den Anfängen wird das Centre Fries von einer Gruppe von Studenten geleitet und bewohnt.

## Angebote
In der Villa stehen den Studenten der Universität verschiedene Einrichtungen zur Verfügung: Räumlichkeiten für Versammlungen und Feste, ein Fotolabor, eine Waschmöglichkeit, eine Dusche, ein TV-Raum und eine Küche sowie ein grosser Garten mit Feuerstelle. Das Team des Centre Fries organisiert während des Semesters Politabende, Konzerte, Filmvorführungen, Essen, Lesungen, Poetry Slams und andere kulturelle Anlässe. 